# Julian Chartier
Pour les articles homonymes, voir Chartier.
Julien Chartier, né le 13 juillet 1999, est un trampoliniste français.

## Carrière
Aux Championnats d'Europe 2021 à Sotchi, il remporte la médaille de bronze par équipes avec Allan Morante, Florestan Riou et Josuah Faroux.
Aux Championnats du monde 2022 à Sofia, il remporte la médaille d'argent par équipes avec Allan Morante, Florestan Riou et Pierre Gouzou.
Aux Championnats du monde de trampoline 2023 à Birmingham, il remporte la médaille d'or en trampoline par équipes avec Morgan Demiro-o-Domiro, Allan Morante et Pierre Gouzou.
Aux Championnats d'Europe de trampoline 2024 à Guimarães, il remporte la médaille d'or en trampoline par équipes avec Allan Morante, Morgan Demiro-o-Domiro et Pierre Gouzou.